# Heliotropium congestum
Heliotropium congestum är en strävbladig växtart som beskrevs av John Gilbert Baker. Heliotropium congestum ingår i Heliotropsläktet som ingår i familjen strävbladiga växter. Inga underarter finns listade i Catalogue of Life.